# Louis Valtat
Pour les articles homonymes, voir Valtat.
Louis Valtat, né Louis André Valtat le 8 août 1869 à Dieppe et mort le 2 janvier 1952 à Paris, est un peintre et graveur français.

## Biographie
Louis Valtat est né dans la maison paternelle, au 41, rue d'Écosse à Dieppe, fils de François Victor Valtat, armateur et peintre amateur et de son épouse, Marguerite Valtat, née Barluet, originaire de Bernay (Eure), où la famille s'installera en 1874, rue des Champs-de-la-Couture.
En 1880, les parents de Louis Valtat s'installent rue Montebello à Versailles. Il fait ses études au lycée Hoche à Versailles. Son père participe en 1884 au premier Salon des indépendants où il expose un paysage. En 1886, Louis Valtat entre à l'École des beaux-arts de Paris dans les ateliers de Jules Lefebvre (1834-1911). De 1886 à 1888, il complète sa formation à l'Académie Julian sous la direction de Gustave Boulanger (1824-1888), puis de son successeur Benjamin-Constant (1845-1902), et se lie d'amitié avec Albert André et Pierre Bonnard. Il fait la connaissance d'Édouard Vuillard et du groupe des nabis qui eurent également une influence sur son travail, au départ orienté vers le pointillisme. Il débute au Salon des indépendants en 1889. Lauréat en 1890 du prix Jauvin d'Attainville, il installe son premier atelier rue de la Glacière à Paris, et les tableaux de son envoi au Salon des indépendants de 1893, comme Sur le boulevard, ont pour motif l'animation des rues environnantes.
Atteint de tuberculose, il part pour des séjours sanitaires à Banyuls, Collioure où George-Daniel de Monfreid lui présente Aristide Maillol. Il fait plusieurs excursions en Espagne, à Llançà ou à Figueras avec George-Daniel de Monfreid.
En 1895, poursuivant sa convalescence à Arcachon, Louis Valtat réalise de nombreuses peintures aux tons très vifs qui, exposées au Salon des indépendants de 1896, sont remarquées par Félix Fénéon qui en fait mention dans La Revue blanche. Ces peintures annoncent le fauvisme qui fera scandale dix ans plus tard au Salon d'automne de 1905. En 1896, il fait un séjour à Arcachon.
À partir de 1897, il exécute des dessins et des gravures sur bois pour illustrer la revue L'Omnibus de Corinthe fondée par son ami Marc Mouclier rencontré dans le cercle des amis de La Critique.
À l'exposition de groupe organisée par Paul Signac à la galerie Durand-Ruel, en mars 1899, il figure avec vingt peintures dont quinze sont regroupées sous le titre Notations d'Agay, 1899.
En effet, depuis l'hiver 1897-1898, c'est à Agay, petit hameau de pêcheurs proche de Saint-Raphaël, puis à Anthéor distant de quelques kilomètres, que Louis Valtat réside de l'automne au printemps, avec sa femme Suzanne. Il y peint sur la plage où Auguste Renoir est admiratif de sa vigueur picturale[réf. nécessaire]. Il l'invite à lui rendre visite à Cagnes-sur-Mer, où Valtat fera la connaissance de Georges d'Espagnat. En 1899, il fait l'acquisition de terrains qu'il achète à Ferrouillat, Polaire et Eugène Brieux, où il fait bâtir une maison qu'il nommera « Roucas Rou ». Il y habitera une grande partie de l'année jusqu'en 1914.
Le 1er mars 1900, il épouse Suzanne Charlotte Noël. La même année, sur l’amical conseil de Renoir, Ambroise Vollard passe un accord avec Valtat dont il acquiert pratiquement la totalité de la production durant douze ans, mais n'améliore que peu la cote du peintre. Renoir invite le couple Valtat et l'encourage à s'essayer à la sculpture. Ils font ensemble des séjours à Magagnosc.
Pendant leurs séjours à Anthéor, les Valtat traversent souvent l'Esterel, parfois à bicyclette, pour aller voir Renoir qui à cette époque loue la « Maison de la Poste » à Cagnes. À l'occasion d'une de ces visites en 1903, Renoir peint le Portrait de Suzanne Valtat, pendant que Louis Valtat réalise à l'encre quelques portraits de Renoir, dessins qui lui serviront pour graver un bois. La distance séparant Anthéor de Saint-Tropez étant d’environ 40 kilomètres, des visites à Paul Signac se font facilement dans la journée à bord de la Bollée, voiturette à pétrole que Valtat tient de Signac en échange de sa peinture Le Cap Roux. Il fait une incursion en Italie en 1902.
Son éloignement de Paris ne l'empêche pas d'être présent à Bruxelles en 1900 à l'exposition de La Libre Esthétique avec Le Jardin du Luxembourg et Le Boulevard Saint-Michel, tout comme il l'est plus tard à Vienne en 1903 au palais de la Sécession, à Dresde en 1906 à la galerie Arnold (de), et à Berlin à la Berliner Secession, ainsi qu'à Budapest, à Prague, et à Moscou en 1908 à la galerie Tretiakov.
Le collectionneur russe Ivan Morozov achète à Vollard plusieurs peintures de Valtat. Vollard détenant pratiquement l'intégralité de la production de Valtat, c'est généralement le marchand qui se charge d'adresser ces peintures dans les principales expositions d'avant-garde. Ambroise Vollard fait également les envois des peintures pour les expositions qui se tiennent à Paris. Ainsi Louis Valtat participe à l'exposition des fauves au Salon d'automne de 1905, une de ses peintures est reproduite dans le journal L'Illustration à côté de celles d'Henri Manguin, Henri Matisse, André Derain et Jean Puy.
Au printemps et en été, pour retrouver le bord de mer et surtout pouvoir y peindre, Louis Valtat se rend volontiers en Normandie, à Port-en-Bessin, à Arromanches et plus tard à Ouistreham. En 1903, il installe un nouvel atelier parisien, le deuxième, rue Girardon, sur la Butte Montmartre. En février, il fait un séjour chez Signac à Saint-Tropez et expose au premier Salon d'automne. Le 8 décembre, il est pour quelques jours chez Auguste Renoir. Au début de l'année 1904, il séjourne à nouveau chez Signac, à Saint-Tropez. Il voyage en Algérie en 1906 et s'installera place Constantin-Pecqueur en 1907, dans son troisième atelier parisien. La même année, à la demande de Vollard, il réalise à Asnières-sur-Seine des pièces de céramique à l'atelier d'André Metthey, qu'il exposera pour une partie au Salon d'Automne de 1907. Il effectue des séjours en Normandie à Port-en-Bessin et Arromanches pendant l'été. Son épouse donne naissance à leur fils Jean à Versailles en 1908. Il retourne peindre sur les plages normandes à Arromanches et Port-en-Bessin à l'été de 1909.
Il entretient des relations amicales à Anthéor avec Paul Valéry et Maurice Donnay en 1913.
En 1914, il déménage pour s'installer au 32, avenue de Wagram à Paris, à proximité de l'Arc de triomphe et du bois de Boulogne dont les lacs sont un sujet récurrent dans l'œuvre de Valtat. À l'été, il se rend aux Andelys, quittant définitivement le Midi, où il installe son quatrième et dernier atelier. Il fait quelques séjours à Asnelles, Ver-sur-Mer où il sculptera un Saint-Martin qui ornera le portail de l'église en 1918.
En 1922, il séjourne à Vieux-Moulin, en forêt de Compiègne, et fait un séjour à Boulogne-sur-Mer en 1923. Après avoir mis un terme aux séjours à Anthéor en 1914 et passé dix ans sans les plaisirs d'un jardin, Louis Valtat fait l'acquisition, en 1924, d'une propriété à Choisel, petit village de la vallée de Chevreuse, à quelques kilomètres de l'abbaye des Vaux-de-Cernay où il séjourne une grande partie de l'année, passant l'été en Bretagne.
Son jardin, comme les fleurs et les fruits qu'il y cultive, sont alors les motifs de prédilection de ses peintures. À Choisel, Valtat aime recevoir ses amis, Georges d'Espagnat ou Maximilien Luce, qui profitera d'une de ses visites pour réaliser une peinture de l'église du village. En 1925, il fait un séjour aux Sables-d'Olonne et pousse jusqu'à La Rochelle. Il visite la même année le Cirque de Gavarnie dans les Pyrénées et retourne à Banyuls.
À présent, la reconnaissance officielle lui est acquise : il est nommé chevalier de la Légion d'honneur en 1927. De 1929 à 1931, il passe les étés à Ouistreham en compagnie de son épouse et de son fils Jean qui est maintenant docteur en stomatologie et qui fera la connaissance de Marie Lucie Nessi. Louis Valtat conseillera sa belle-fille sur son travail artistique qu'il appréciait[réf. nécessaire].
En 1939, il se rend au lac du Bourget et apprend à devenir grand-père avec la naissance de sa première petite-fille, Caroline, en 1940. Il sera par deux fois encore grand-père de 1942 à 1944.
Après l'exode de 1940 et les années d'Occupation, Louis Valtat, atteint d'un glaucome, ne quitte plus guère son atelier acquis en 1914 au 32, avenue de Wagram où il réalise ses dernières peintures qui datent de 1948.
Il meurt le 2 janvier 1952 au 15, rue Henri-Rochefort à Paris.

## Distinctions
- Chevalier de la Légion d'honneur (1927)

## Œuvres

### Peinture
- Autoportrait à la pipe, 1890[7]
- Boulevard Saint-Marcel, 1890[7]
- Les Péniches, 1892[8]
- Les Péniches à quai, 1892[9]
- Le Manège, 1892[10]

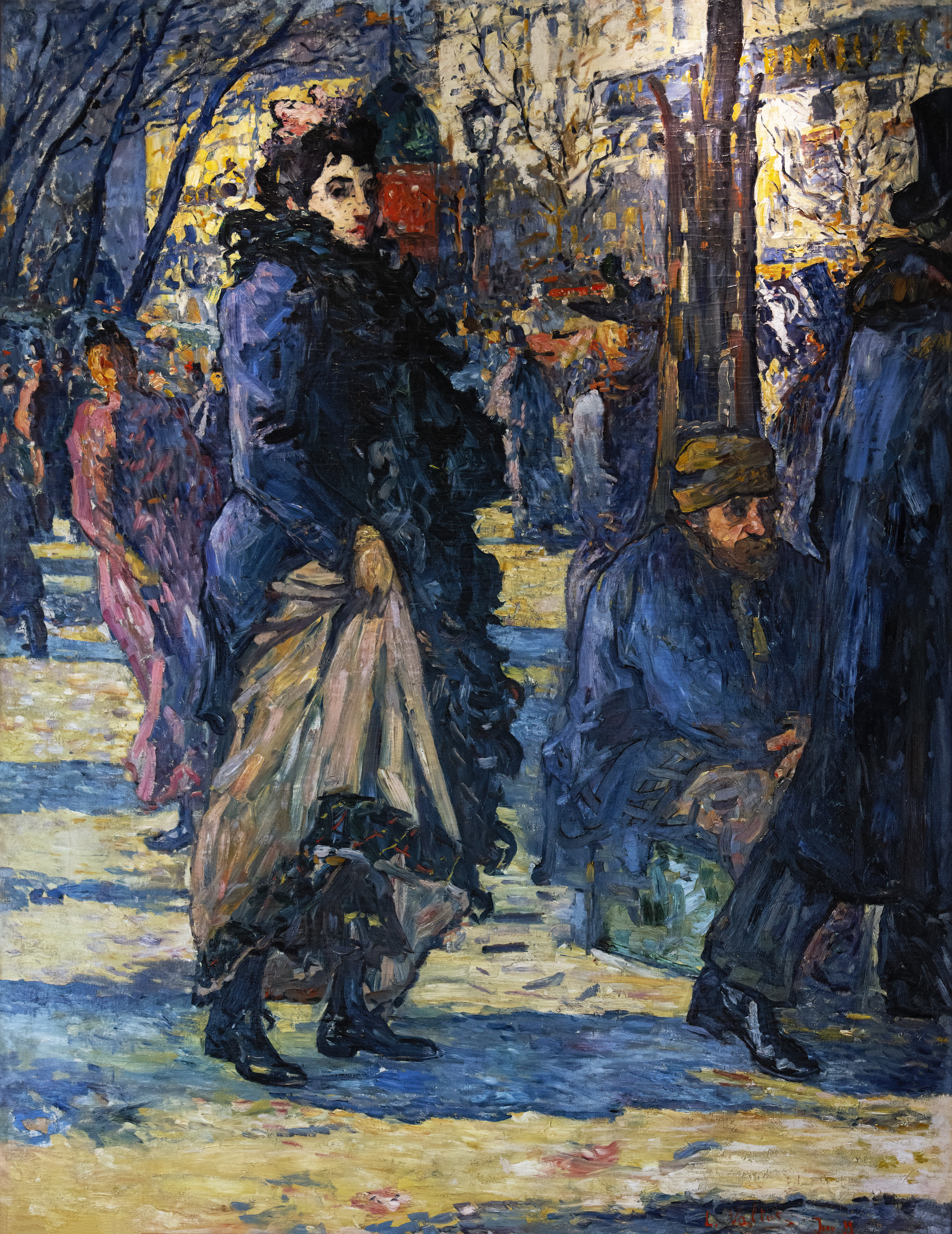
Sur le Boulevard (1893) huile sur toile Fondation Bemberg Toulouse

- Déchargement du charbon à Rouen, 1892
- Les Seigles et le pommier, 1893[9]
- La Coupe persane et les citrons, 1893[11]
- Les Cheminées rouges, 1893[11]
- Le Cap Long à Agay , 1893, musée des beaux-arts de Caen
- Sur le Boulevard ou La Parisienne (Salon des indépendants de 1893)
- Effets de neige (Salon des indépendants de 1893)
- Les Pommiers, 1894[12]
- Paysage d'Espagne, 1894[13]
- Nu dans un jardin, 1894[14]
- Chez Maxim's, 1895[15]
- Bérénice , 1896[16]
- Les Porteuses d'eau, 1897[17]
- La jeune Couturière, 1898[18]
- Une maison dans la baie d'Agay, vers 1898[19]
- Tulipes et narcisses, 1898[20]
- Personnages au bois, 1898[21]
- Fleurs et fruits, vers 1900[22]
- Les Rochers, 1902[23]
- La Pécheuse , 1902[24]
- Les Gondoles à Venise, 1902[25]
- Nature morte aux pastèques, 1902[26]
- Jeune Femme au chapeau en fleurs, 1905[27]
- Paysage fauve, 1905[28]
- Femme au chat et aux livres, 1905[29]
- Alger, 1906[30]
- Femme à l'éventail, 1907[31]
- Port breton, 1907, musée d'Art moderne Richard-Anacréon
- Le Bébé (Jean Valtat), 1908[32]
- Portrait d'Ambroise Vollard, 1908, musée Léon-Dierx
- Mère et enfant sur la plage, 1909[33]
- Soleil sous les arbres. Le massif de l'Esterel, 1909[34]
- La Plage, 1916[35]
- Composition au nu, 1919[36]
- La Loge, 1919, musée d'Art moderne Richard Anacréon
- Champ de blé, 1920[37]
- L'Orchestre, 1922[38]
- Jeune femme à la robe blanche, 1923[39]
- Le Marché aux poissons à Boulogne, 1923[40]
- Baie de Camaret, 1924[41]
- Anémones au fond bleu, 1926[42]
- Nature morte aux flacons, v.1926[43]
- Nature morte aux fraises, 1927[44]
- La Couturière assise, v. 1928[45]
- Ouistreham, 1930[46]
- Les Bateaux à Ouistreham, 1931[47]
- La Jetée, 1931[48]
- Les Rougets, 1931[49]
- Pivoines roses au fond gris, 1932[50]
- Jardin fleuri à Choisel, 1932[51]
- Les Soleils à Choisel, 1934[52]
- Bouquet aux coquelicot, 1935[53]
- Bois de Boulogne en hiver, 1936[54]
- Barques au bois de Boulogne, 1938[55]
- Bois de Boulogne, 1938[56]
- Lac du Bourget, 1939[57]
- Pêches, 1943[58]
- Anémones, 1943[59]
- Dalhias à la cruche beige, 1944[60]
- Fleurs et cerises, musée d'Art de Toulon
- La Perdrix[61]
- Le Bois de Boulogne[62]

### Estampe
- Lithographies pour la revue L'Omnibus de Corinthe, 1897.
- Victor-Joseph Roux-Champion (dir), Dix peintres du XXe siècle, album d'estampes préface par Arsène Alexandre, avec dix gravures de Émile Bernard, Maurice Denis, Georges d'Espagnat, Paule Gobillard, Maximilien Luce, George-Daniel de Monfreid, Ker-Xavier Roussel, Paul Signac, Alexandre Urbain, Louis Valtat, Paris, G. R. Michel, 1927.

### Tapisserie
- Bouquet de pivoines, 1924, tapisserie d'Aubusson en laine et soie sur métier de basse lisse. Tissage par l'atelier de tissage de l'École nationale d'art décoratif d'Aubusson pour un écran constitué d'une monture en métal de Pierre Chareau et exposé à Paris en 1925 lors de l'Exposition internationale des Arts décoratifs et industriels modernes, collection de l'École nationale supérieure d'art de Limoges.

### Décor de théâtre
- Décors pour Chariot de Terre Cuite, 1894, en collaboration avec Henri de Toulouse-Lautrec et Albert André.

## Œuvres dans les collections publiques
États-Unis

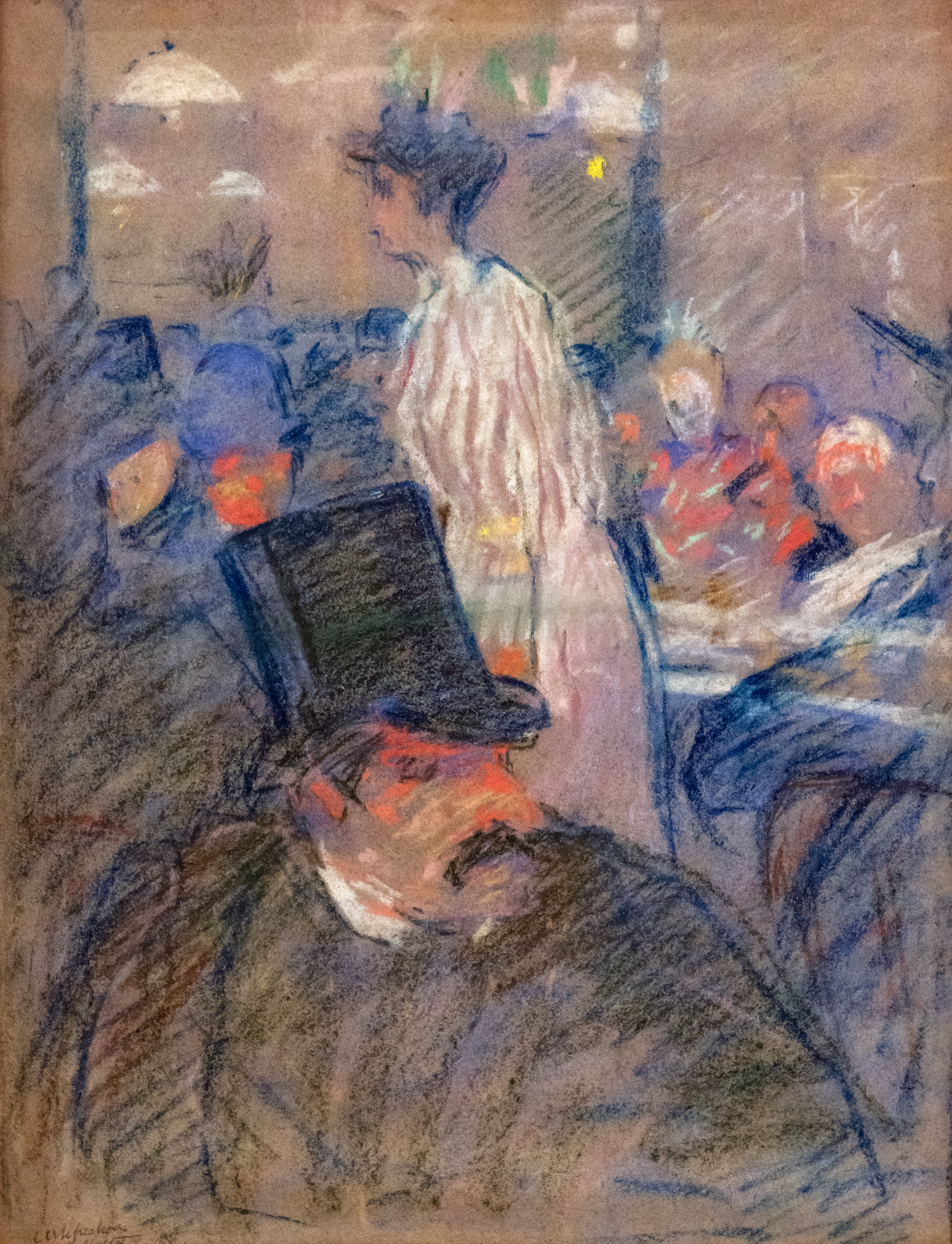
Au Café, Pastel sur papier gris ~1904.

- Palm Beach (Floride), Collection David E. Weisman et Jacqueline E. Michel :  Au Café , Pastel sur papier gris ~1904.

France
- Bernay, musée des Beaux-Arts : La Lecture, 1898, huile sur toile.
- Besançon, musée des Beaux-Arts et d'Archéologie :
  - Rochers rouges à Anthéor, huile sur toile, dépôt du musée national d'Art moderne[63] ;
  - six gravures.
- Bordeaux, musée des Beaux-Arts :
  - Portrait de Mme Valtat au canapé Louis XVI, huile sur toile ;
  - Jeune femme espagnole, vers 1895, huile sur toile[64].
  - Les Nourrices (vers 1897), huile sur toile ;
  - Les Écaillères d'huîtres, 1895 ;
  - Sur la plage, vers 1920 ;
  - L'Estérel, vers 1903 ;
  - Nu au fauteuil vert ;
  - La Lecture, 1893 ou 1898 ;
  - La Femme de Collioure, vers 1897 ;
  - La Femme à la rose ;
  - Voiliers ;
  - Femme et enfants près d'une barque ;
  - Les Barques, vers 1895, aquarelle.
- Cahors, musée de Cahors Henri-Martin : Rochers de l'Esterel, huile sur toile.
- Dreux, musée d'Art et d'Histoire : Bouquet de fleurs, 1re moitié du XXe siècle, huile sur toile.
- Granville, Musée d'art moderne Richard Anacréon :
  - Port breton, 1907/1908, huile sur toile, 28 × 35 cm
  - La Loge, 1919, huile sur toile, 28,5 × 27,5 cm
- Montbéliard, musée du Château des ducs de Würtemberg : Vue de Paris, 1893, huile sur toile, dépôt du musée d'Orsay[65].
- Nancy, musée des Beaux-Arts : Manège aux chevaux de bois, 1895-1896, huile sur toile.
- Nice, musée des Beaux-Arts.
- Paris, 
  - musée d'Orsay : L'Estaminet, huile sur toile.
  - Musée d'Art moderne : Marine, 1936, huile sur toile, 38 × 46 cm[66].
- Roubaix, La Piscine : Vallée de Chevreuse, avant 1937, huile sur toile.
- Toulon, musée d'Art : Fleurs et cerises, huile sur toile.
- Toulouse, Fondation Bemberg : Sur le boulevard, huile sur toile.
- Ver-sur-Mer, fronton de l'église : Saint-Martin, 1918, bas-relief en pierre.

Russie
- Moscou, musée Pouchkine :
  - La Chaversière dans les bois, vers 1906 ;
  - La Mer à Anthéor, vers 1901.
- Saint-Pétersbourg, musée de l'Ermitage : 
  - Les Falaises violettes (Marée) ;
  - Près du bateau, sur la plage, 1899 ;
  - Une réunion de jeunes femmes, vers 1898.

Suisse
- Genève, Petit Palais, fonds de 22 tableaux, dont :
  - Paysage d'Agay ;
  - Porteuse d'eau, 1897 ;
  - Madame Doubrère et son fils, 1900 ;
  - Folies Wagram, vers 1928.

## Salons
- Salon des indépendants de 1889.
- Salon des indépendants de 1893, du 18 mars au 27 avril (Champs-Élysées) : Sur le boulevard ou La Parisienne, Effets de neige.
- Salon des indépendants de 1894, du 7 avril au 27 mai (Champ de Mars) : quatre peintures.
- Salon des Cent de 1894.
- Salon des indépendants de 1896 et 1901.
- Salon d'automne de 1903, 1904, 1905 et 1907 : ensemble de céramiques réalisées à l'atelier d'André Metthey.
- Salon de la Société des beaux-arts de Nice de 1927 et 1928.

## Expositions
- Paris, exposition de groupe à la galerie Durand-Ruel, 1899.
- Bruxelles, Salon de La Libre Esthétique, 1900.
- Vienne, Gebaüde der Secession, 1903.
- Dresde, Kunst Salon Ernst Arnold, 1906.
- Moscou, galerie Tretiakov, 1908.
- Genève, Petit Palais, rétrospective du centenaire, du 26 juin au 21 septembre 1969.
- Turin, Galleria d'Arte Pirra, 1974 : Bérénice.
- Saint-Tropez, musée de l'Annonciade, 1989.
- Musée des Beaux-Arts de Bordeaux, du 19 mai au 27 août 1995, galerie des beaux-arts[67].
- Musée d'Art moderne de la ville de Paris, 1999.
- Les Baux-de-Provence, musée Yves Brayer, 2010.
- Lodève, musée Fleury, 2011.

### Iconographie
- Auguste Renoir, Portrait de Louis Valtat, lithographie[réf. nécessaire].